# Memmingen
Cet article possède un paronyme, voir Menningen.
 (octobre 2024).
La mise en forme du texte ne suit pas les recommandations de Wikipédia : il faut le « wikifier ».
Les points d'amélioration suivants sont les cas les plus fréquents. Le détail des points à revoir est peut-être précisé sur la page de discussion.
- Les titres sont pré-formatés par le logiciel. Ils ne sont ni en capitales, ni en gras.
- Le texte ne doit pas être écrit en capitales (les noms de famille non plus), ni en gras, ni en italique, ni en « petit »…
- Le gras n'est utilisé que pour surligner le titre de l'article dans l'introduction, une seule fois.
- L'italique est rarement utilisé : mots en langue étrangère, titres d'œuvres, noms de bateaux, etc.
- Les citations ne sont pas en italique mais en corps de texte normal. Elles sont entourées par des guillemets français : « et ».
- Les listes à puces sont à éviter, des paragraphes rédigés étant largement préférés. Les tableaux sont à réserver à la présentation de données structurées (résultats, etc.).
- Les appels de note de bas de page (petits chiffres en exposant, introduits par l'outil «  Source ») sont à placer entre la fin de phrase et le point final[comme ça].
- Les liens internes (vers d'autres articles de Wikipédia) sont à choisir avec parcimonie. Créez des liens vers des articles approfondissant le sujet. Les termes génériques sans rapport avec le sujet sont à éviter, ainsi que les répétitions de liens vers un même terme.
- Les liens externes sont à placer uniquement dans une section « Liens externes », à la fin de l'article. Ces liens sont à choisir avec parcimonie suivant les règles définies. Si un lien sert de source à l'article, son insertion dans le texte est à faire par les notes de bas de page.
- La présentation des références doit suivre les conventions bibliographiques. Il est recommandé d'utiliser les modèles {{Ouvrage}}, {{Chapitre}}, {{Article}}, {{Lien web}} et/ou {{Bibliographie}}. Le mode d'édition visuel peut mettre en forme automatiquement les références.
- Insérer une infobox (cadre d'informations à droite) n'est pas obligatoire pour parachever la mise en page.

Pour une aide détaillée, merci de consulter Aide:Wikification.
Si vous pensez que ces points ont été résolus, vous pouvez retirer ce bandeau et améliorer la mise en forme d'un autre article.
Memmingen est une ville dans l'État fédéral allemand de Bavière, dans le district de Souabe. Memmingen est située près de la frontière du Land de Bade-Wurtemberg, aux rives de l'Iller, 50 kilomètres au sud de Ulm et 115 kilomètres au sud-ouest de Munich.
La vieille ville, entourée de remparts en grande partie préservés, conserve aujourd'hui encore l'apparence caractéristique d'une cité marchande du Moyen Âge. En longeant le ruisseau canalisé au centre de la ville, on découvre de vieilles bâtisses comme la maison aux sept toits, autrefois maison de tanneur. La Marktplatz est encadrée d'édifices intéressants : la Steuerhaus de 1495 et l'hôtel de ville de 1589.

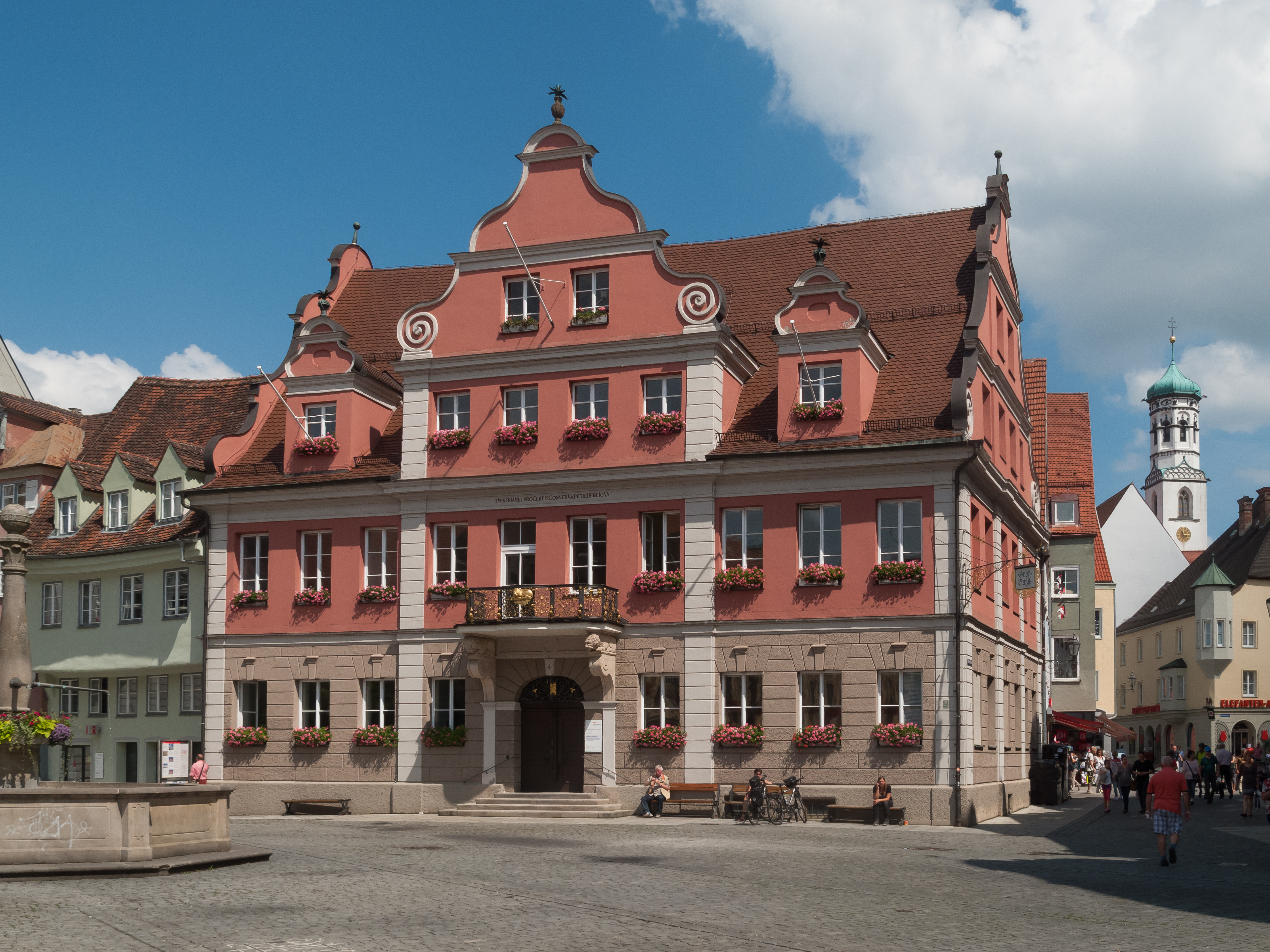
Bâtiment monumental: der Grosszunft

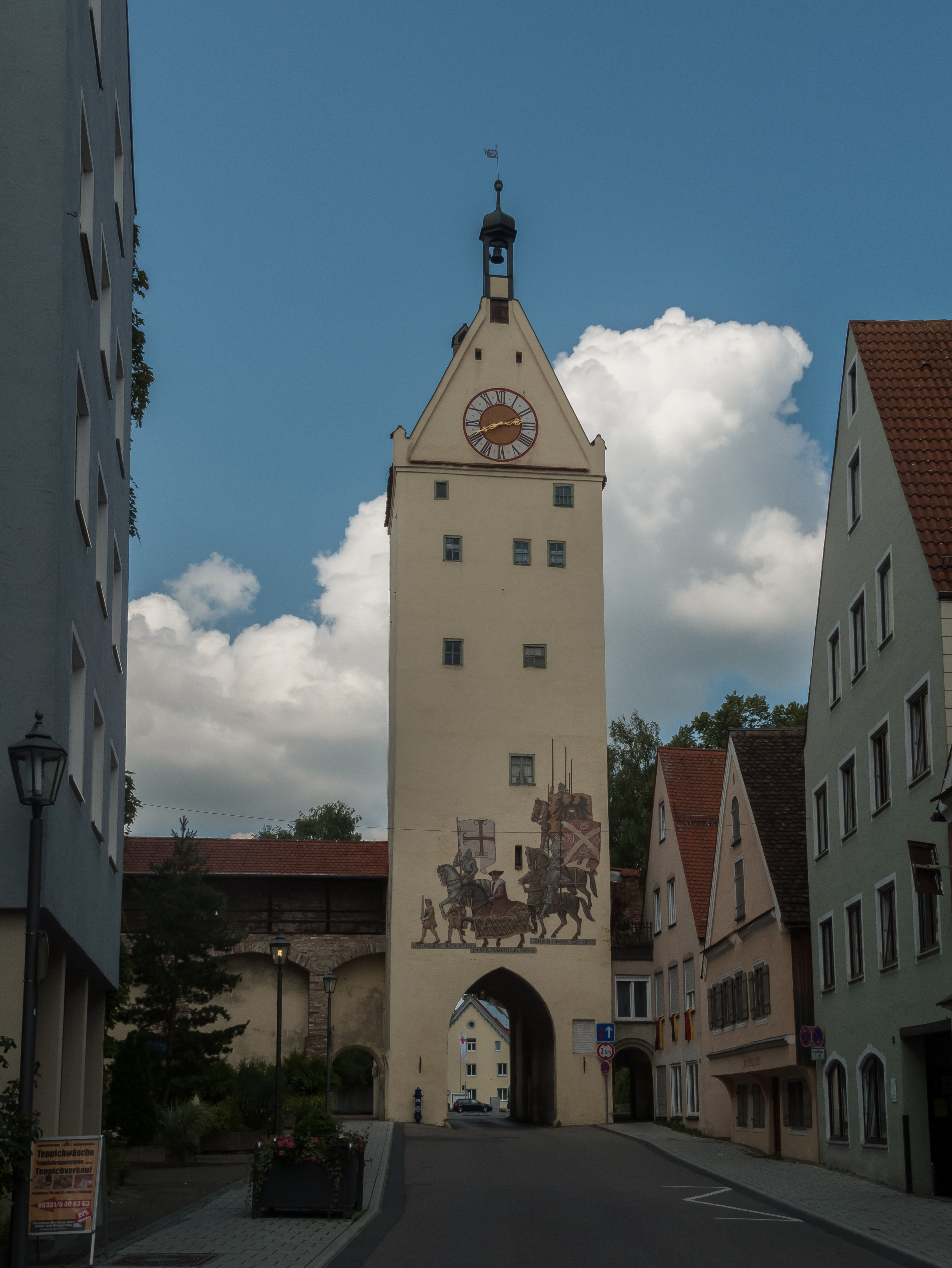
Porte: der Ulmer Tor

## Histoire
| Appartenances historiques Saint-Empire (Ville libre) 1286–1803 Électorat de Bavière 1803–1806 Royaume de Bavière 1806–1871 Empire allemand 1871–1918 République de Weimar 1918–1933 Reich allemand 1933–1945 Allemagne occupée 1945–1949 Allemagne de l'Ouest 1949–1990 Allemagne 1990–présent |

## Musique
Memmingen est le titre d'une chanson du groupe de folk Blackmore's Night, extrait de leur premier album Shadow Of The Moon.

## Transport
L'aéroport de Memmingen est situé à quelques kilomètres de la ville.

## Jumelages
- Auch (France)
- Glendale (Arizona) (États-Unis)
- Teramo (Italie)
- Kiryat Shmona (Israël)

## Personnalités

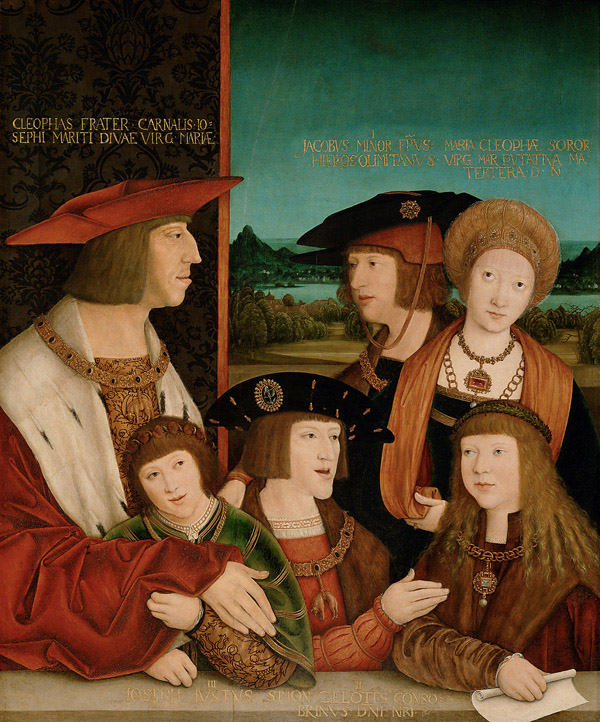
Maximilien Ier du Saint-Empire et sa famille, 1516, Vienne

- Bernhard Strigel (c. 1461 - 4 mai 1528), peintre à la cour de Maximilien Ier. Un musée lui est consacré ;
- Johann Elias Grimmel (1703-1759), un peintre et enlumineur allemand ;
- Holger Badstuber, footballeur international allemand ;
- Mario Götze, footballeur international allemand vainqueur de la Coupe du monde de football de 2014 ;
- Friedrich Rösch (1862-1925), compositeur allemand.